# Bo Green Jensen
Bo Green Jensen (født 18. december 1955) er en dansk forfatter og filmkritiker. Far til Laura (1991), Rose (2003) og Ava (2012). Gift med Frederikke Lett og bor i Snekkersten. Han deltog i generations-manifestationen NÅ!!80 i Huset i Magstræde, København i 1980 og debuterede som forfatter med digtsamlingen Requiem & messe i 1981. Siden har han udgivet over fyrre værker, både digte, noveller, romaner og faglitteratur. Han har siden 1981  været filmanmelder for Weekendavisen.

## Udvalgte værker
- Rosens veje
- Requiem & messe
- Dansen gennem sommeren

Udover romaner, digte m.v har Bo Green Jensen udgivet faglitterære værker som eksempelvis Verdens 25 bedste film, De 25 bedste film fra 90'erne og De 25 bedste danske film.

## Priser
- 1984: Tildelt Statens Kunstfonds 3-årige arbejdsstipendium
- 1985: Politikens kronikkonkurrence
- 1986: Kritikerprisen
- 1991: Johannes Ewald Legatet
- 1994: Herman Bangs Mindelegat
- 1998: Årets Frederiksberg Kunstner
- 1998: Otto Gelsted-prisen
- 2005: Harald Kidde og Peder Jensen Kjærgaards Fond
- 2006: Poeten Poul Sørensen og hustru Susanne Sørensens Legat

## Eksterne referencer
- https://bogreenjensen.dk/
- http://www.litteratursiden.dk/analyser/green-jensen-bo-rosens-veje
- http://www.forfatterstemmer.dk/?page_id=724 Arkiveret 12. september 2015 hos  Wayback Machine Bo Green Jensen læser digte op på Forfatterstemmer.dk
- Bo Green Jensen på Forfatterweb.dk
- https://bogreenjensen.dk/